# Grande Prémio de Portugal de 1996
Resultados do Grande Prémio de Portugal de Fórmula 1 realizado no Autódromo do Estoril em 22 de setembro de 1996. Décima quinta etapa da temporada, teve como vencedor o canadense Jacques Villeneuve, que subiu ao pódio junto a Damon Hill numa dobradinha da Williams-Renault, com Michael Schumacher em terceiro pela Ferrari. Foi a última corrida da categoria em solo português até o ano de 2020.

## Relatório da prova

### Síndrome de sábado
Campeã mundial de construtores desde a Hungria, a Williams ocupou a primeira fila nas duas últimas provas sendo depois surpreendida por duas vitórias de Michael Schumacher, evidenciando a nítida ascensão da Ferrari. Assim tornou-se uma questão de honra transferir para o domingo o mesmo poderio dos sábados e recompor a sua condição de melhor time da Fórmula 1 atual. Vale lembrar que mesmo vencendo a atual temporada, esta é uma má notícia para a equipa de Grove a curto prazo, pois 1997 será o último ano de uma longeva parceria com a Renault e isto prenuncia a queda no status da equipe.
Futurologia à parte, o sábado no Autódromo do Estoril trouxe Damon Hill em primeiro e Jacques Villeneuve em segundo tal como vem ocorrendo há um mês. Resta saber o que Schumacher aprontará no dia seguinte. Quanto ao campeonato, Hill luta para decidir o título a seu favor nesta prova enquanto Villeneuve corre pela vitória.

### O dia de Villeneuve
Damon Hill manteve a liderança após a largada e, para a sua sorte, Jean Alesi e Michael Schumacher derrubaram Jacques Villeneuve para o quarto lugar deixando-o na frente de Gerhard Berger e Eddie Irvine. Esta configuração durou por quinze voltas quando o canadense usou sua perícia em ovais para ultrapassar Michael Schumacher por fora na curva Parabólica mesmo com o retardatário Giovanni Lavaggi (em sua última corrida na categoria, frise-se) posicionando circunstancialmente sua Minardi diante deles num lance ousado aplaudido pela equipe de Frank Williams. Logo depois, os carros de Hill, Villeneuve e Schumacher foram aos boxes e Alesi assumiu a liderança, devolvendo-a a Hill quando foi ao pit lane.
Reposto na liderança, Hill ostentava nove segundos de vantagem para Villeneuve, mas a sequência de voltas reduziu essa distância à metade e tão logo as duas Williams fizeram a segunda janela de pit stops a folga do britânico caiu para menos de dois segundos, mas logo os alvicelestes fizeram sua última parada à altura da quinquagésima volta e como Villeneuve foi oito décimos de segundo mais rápido que Hill, o canadense voltou à pista alguns metros adiante do rival.
Sob certa óptica a determinação de Villeneuve em exigir o máximo de seu equipamento prevaleceu sob a lógica fria de Hill segundo a qual chegar ao Japão com nove pontos de vantagem em dez possíveis era a melhor das opções e nesse contexto a folga do canadense sobre Hill passou de um segundo e meio para oito segundos em apenas dez voltas e faltando igual número de giros para o final da prova. Quase quarenta segundos atrás dos líderes, a Ferrari vencia um duplo combate com a Benetton ao colocar Schumacher à frente de Alesi e Irvine adiante de Berger.
Pilotando com esmero, Jacques Villeneuve lançou mais de um segundo por volta sobre Damon Hill, que nos giros finais da prova sofreu com a embreagem, e venceu com quase vinte segundos sobre o rival liderando a sexta dobradinha da Williams no ano, a décima sétima nos anos 1990 e a trigésima em sua história num pódio completado por Michael Schumacher vindo a seguir Jean Alesi, Eddie Irvine e Gerhard Berger. A consequência desta corrida é que, para ser campeão mundial, Villeneuve tem que vencer no Japão e torcer para que Hill não pontue.

## Classificação da prova

### Treino oficial
| Pos.                      | Nº | Piloto                | Construtor         | Tempo    | Diferença |
| ------------------------- | -- | --------------------- | ------------------ | -------- | --------- |
| 1                         | 5  | Damon Hill            | Williams-Renault   | 1:20.330 |           |
| 2                         | 6  | Jacques Villeneuve    | Williams-Renault   | 1:20.339 | + 0.009   |
| 3                         | 3  | Jean Alesi            | Benetton-Renault   | 1:21.088 | + 0.758   |
| 4                         | 1  | Michael Schumacher    | Ferrari            | 1:21.236 | + 0.906   |
| 5                         | 4  | Gerhard Berger        | Benetton-Renault   | 1:21.293 | + 0.963   |
| 6                         | 2  | Eddie Irvine          | Ferrari            | 1:21.362 | + 1.032   |
| 7                         | 7  | Mika Häkkinen         | McLaren-Mercedes   | 1:21.640 | + 1.310   |
| 8                         | 8  | David Coulthard       | McLaren-Mercedes   | 1:22.066 | + 1.736   |
| 9                         | 11 | Rubens Barrichello    | Jordan-Peugeot     | 1:22.205 | + 1.875   |
| 10                        | 12 | Martin Brundle        | Jordan-Peugeot     | 1:22.324 | + 1.994   |
| 11                        | 15 | Heinz-Harald Frentzen | Sauber-Ford        | 1:22.325 | + 1.995   |
| 12                        | 14 | Johnny Herbert        | Sauber-Ford        | 1:22.655 | + 2.325   |
| 13                        | 19 | Mika Salo             | Tyrrell-Yamaha     | 1:22.765 | + 2.435   |
| 14                        | 18 | Ukyo Katayama         | Tyrrell-Yamaha     | 1:23.013 | + 2.683   |
| 15                        | 9  | Olivier Panis         | Ligier-Mugen/Honda | 1:23.055 | + 2.725   |
| 16                        | 17 | Jos Verstappen        | Footwork-Hart      | 1:23.531 | + 3.201   |
| 17                        | 16 | Ricardo Rosset        | Footwork-Hart      | 1:24.230 | + 3.900   |
| 18                        | 10 | Pedro Paulo Diniz     | Ligier-Mugen/Honda | 1:24.293 | + 3.963   |
| 19                        | 20 | Pedro Lamy            | Minardi-Ford       | 1:24.510 | + 4.180   |
| 20                        | 21 | Giovanni Lavaggi      | Minardi-Ford       | 1:25.612 | + 5.282   |
| Limite dos 107%: 1:25.953 |    |                       |                    |          |           |
| Fonte:                    |    |                       |                    |          |           |

### Corrida
| Pos.   | Nº | Piloto                | Construtor         | Voltas | Tempo/Diferença | Grid | Pontos |
| ------ | -- | --------------------- | ------------------ | ------ | --------------- | ---- | ------ |
| 1      | 6  | Jacques Villeneuve    | Williams-Renault   | 70     | 1:40:22.915     | 2    | 10     |
| 2      | 5  | Damon Hill            | Williams-Renault   | 70     | + 19.966        | 1    | 6      |
| 3      | 1  | Michael Schumacher    | Ferrari            | 70     | + 53.765        | 4    | 4      |
| 4      | 3  | Jean Alesi            | Benetton-Renault   | 70     | + 55.109        | 3    | 3      |
| 5      | 2  | Eddie Irvine          | Ferrari            | 70     | + 1:27.389      | 6    | 2      |
| 6      | 4  | Gerhard Berger        | Benetton-Renault   | 70     | + 1:33.141      | 5    | 1      |
| 7      | 15 | Heinz-Harald Frentzen | Sauber-Ford        | 69     | + 1 volta       | 11   |        |
| 8      | 14 | Johnny Herbert        | Sauber-Ford        | 69     | + 1 volta       | 12   |        |
| 9      | 12 | Martin Brundle        | Jordan-Peugeot     | 69     | + 1 volta       | 10   |        |
| 10     | 9  | Olivier Panis         | Ligier-Mugen/Honda | 69     | + 1 volta       | 15   |        |
| 11     | 19 | Mika Salo             | Tyrrell-Yamaha     | 69     | + 1 volta       | 13   |        |
| 12     | 18 | Ukyo Katayama         | Tyrrell-Yamaha     | 68     | + 2 voltas      | 14   |        |
| 13     | 8  | David Coulthard       | McLaren-Mercedes   | 68     | + 2 voltas      | 8    |        |
| 14     | 16 | Ricardo Rosset        | Footwork-Hart      | 67     | + 3 voltas      | 17   |        |
| 15     | 21 | Giovanni Lavaggi      | Minardi-Ford       | 65     | + 5 voltas      | 20   |        |
| 16     | 20 | Pedro Lamy            | Minardi-Ford       | 65     | + 5 voltas      | 19   |        |
| Ret    | 7  | Mika Häkkinen         | McLaren-Mercedes   | 52     | Colisão         | 7    |        |
| Ret    | 17 | Jos Verstappen        | Footwork-Hart      | 47     | Motor           | 16   |        |
| Ret    | 10 | Pedro Paulo Diniz     | Ligier-Mugen/Honda | 46     | Colisão         | 18   |        |
| Ret    | 11 | Rubens Barrichello    | Jordan-Peugeot     | 41     | Spun Off        | 9    |        |
| Fonte: |    |                       |                    |        |                 |      |        |

## Tabela do campeonato após a corrida
| Pos. | Piloto             | Pontos |
| ---- | ------------------ | ------ |
| 1    | Damon Hill         | 87     |
| 2    | Jacques Villeneuve | 78     |
| 3    | Michael Schumacher | 53     |
| 4    | Jean Alesi         | 47     |
| 5    | Mika Häkkinen      | 27     |

| Pos. | Construtor       | Pontos |
| ---- | ---------------- | ------ |
| 1    | Williams-Renault | 165    |
| 2    | Benetton-Renault | 65     |
| 3    | Ferrari          | 64     |
| 4    | McLaren-Mercedes | 45     |
| 5    | Jordan-Peugeot   | 20     |

- Nota: Somente as primeiras cinco posições estão listadas e a campeã mundial de construtores surge grafada em negrito.